# ویو (وبگاه)
وِیو (اصلی: Wavve) یک سرویس پخش کره‌ای است که به‌طور مشترک توسط اس‌کی تلکام و سه پخش‌کنندۀ دیگر اداره می‌شود.